# Liste der Biografien/Zz
Liste der Biografien |
Portal Biografien |
Personensuche
# |
A |
B |
C |
D |
E |
F |
G |
H |
I |
J |
K |
L |
M |
N |
O |
P |
Q |
R |
S |
T |
U |
V |
W |
X |
Y |
Z |
?
 
Za |
Zb |
Zc |
Zd |
Ze |
Zf |
Zg |
Zh |
Zi |
Zj |
Zk |
Zl |
Zm |
Zn |
Zo |
Zr |
Zs |
Zu |
Zv |
Zw |
Zy |
Zz
Die Liste der Biografien führt alle Personen auf, die in der deutschsprachigen Wikipedia einen Artikel haben. Dieses ist eine Teilliste mit 2 Einträgen von Personen, deren Namen mit den Buchstaben „Zz“ beginnt.

## Zz

### Zzi
- Zziwa, Joseph Anthony (* 1956), ugandischer Geistlicher, römisch-katholischer Erzbischof von Mbarara

### Zzy
- Zzyym, Dana (* 1958), US-amerikanische*r LGBT-Aktivist*in und Veteran*in